# Karkopf (Alpi Settentrionali di Berchtesgaden)
Il   Karkopf  è una montagna di 1.738 m di altezza, è la cima più alta dell'intera catena del Lattengebirge, nelle  Alpi di Berchtesgaden, nella regione della Baviera. Si trova esattamente sul confine tra il comune di Bayerisch Gmain (parrocchia di Forst St. Zeno) a ovest e il comune di Bischofswiesen (parrocchia di Bischofswiesener Forst) a est.

## Accessi
Grazie alle sue belle viste a lunga distanza su tutto il massiccio montuoso, la montagna è una popolare area escursionistica. Le montagne di Untersberg, Hoher Göll e Watzmann possono essere viste a sud, e Zwiesel e Hochstaufen a nord. La cima può essere scalata da vari lati, ad esempio tramite il Predigtstuhl o lungo il Törlschneid da Winkl. La salita sul sentiero Alpgartensteig ha un carattere di facile arrampicata su roccia con diverse scale, gradini e cavi come protezione. Il percorso è adatto solo a escursionisti esperti, perché è necessario non soffrire di vertigini per l'altezza esposta e un passo sicuro. Dalla cima, è possibile raggiungere a piedi la stazione a monte della funivia Predigtstuhl e da lì raggiungere la funivia Bad Reichenhall. È anche possibile camminare dalle rocce Steinerne Agnes e alle torri rocciose Rotofen.

## I casi di omonimia del monte Karkopf
Esistono dieci oronimi Karkopf tra Italia, Germania e Austria, la maggior parte nel sottogruppo del Geigenkamm nel comune di Umhausen:
- Klockerkarkopf  (Vetta d'Italia) 2.912 m.
- Fuscherkarkopf (Gruppo del Glockner) 3.331 m.
- Karkopf (Alpi Settentrionali di Berchtesgaden) 1.738 m.
- Karkopf (Alpi del Chiemgau) 1.510 m.
- Karkopf (Monti di Mieming) 2.470 m.
- Karkopf (Gruppo del Verwall)  2.948  m.
- Karkopf Hoher (Alpi Venoste)  2.686 m.
- Karkopf Mitter  2.588 m. (Alpi Venoste)
- Erster Karkopf 2.430 m. (Alpi Venoste)
- Karkopf Weiter  2.777 m.  (Alpi Venoste)[3]